# Burg Heineburg
Die Burg Heineburg, einfach Heineburg genannt, ist eine abgegangene Höhenburg bei dem Ortsteil Fischbeck der Gemeinde Hessisch Oldendorf im Landkreis Hameln-Pyrmont in Niedersachsen.

## Beschreibung
Die Reste der Befestigungsanlage liegen auf der Anhöhe des Heineberges, der einen Bergsporn am Rande des Oberen Wesertals darstellt. Zu zwei Seiten war die Anlage durch Steilhänge unter Ausnutzung der natürlichen Geländesituation geschützt. Die anderen Seiten wurden durch das Ausheben von Gräben sowie dem Aufschütten von Berme und Wall geschützt. Der 10 Meter breite Wall war etwa 3 Meter hoch; der 2 Meter tiefe Graben hatte eine Breite von 6 bis 10 Meter.

## Untersuchungen
Der Prähistoriker Carl Schuchhardt fertigte 1909 einen Plan der Anlage und beschrieb sie im Atlas vorgeschichtlicher Befestigungen in Niedersachsen. Archäologische Ausgrabungen in den Jahren 1939, 1950, 1954 und 1957 ergaben, dass der Wall über eine zweischalige Mauer aus behauenen Kalksteinen verfügte. Weitere Funde, außer Keramikscherben aus dem 10. und 11. Jahrhundert, gab es nicht. Ein Nachweis für eine Bebauung im Inneren der Anlage ließ sich ebenfalls nicht finden. Historische Überlieferungen zur Befestigungsanlage liegen nicht vor. Auch ist nichts über eine Verbindung zu dem im Jahre 955 gegründeten Stift Fischbeck bekannt, die aber zu vermuten ist. Im Vergleich mit anderen in der Nähe liegenden Befestigungsanlagen, besteht die Vermutung, dass es sich um einen kleineren Adelssitz gehandelt haben könnte. Ebenso ist eine Fliehburg für die Bevölkerung in Kriegszeiten möglich.
Heute findet man auf dem Burgstall Wall- und Grabenanlagen sowie Steinreste. Die früheren Grabungsschnitte sind noch deutlich zu erkennen. Das Gelände ist ein Bodendenkmal und befindet sich im Naturschutzgebiet Heineberg.

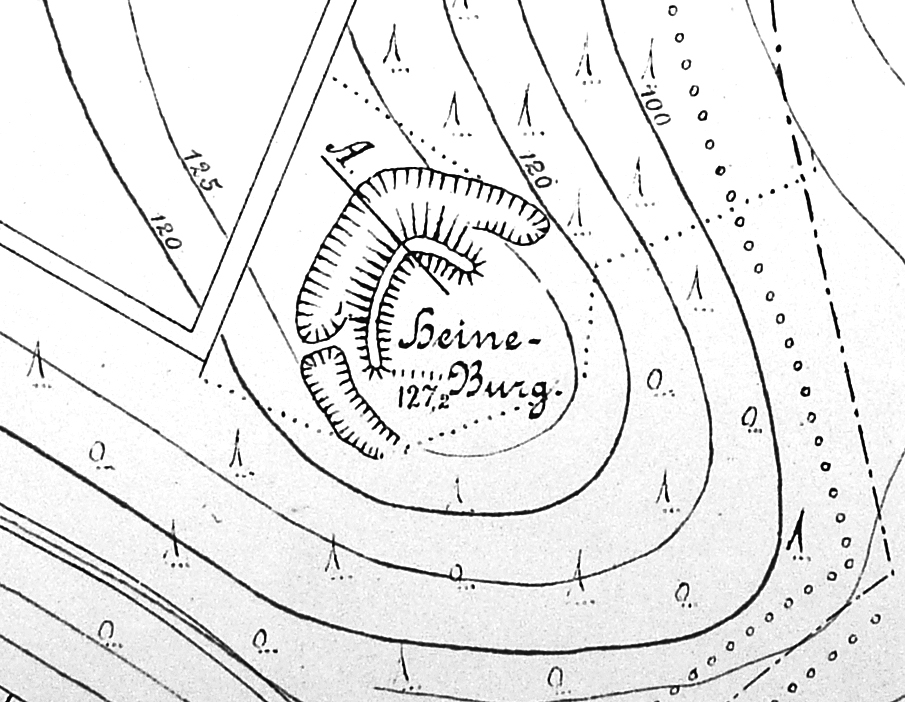
Lageplan von Carl Schuchhardt um 1910
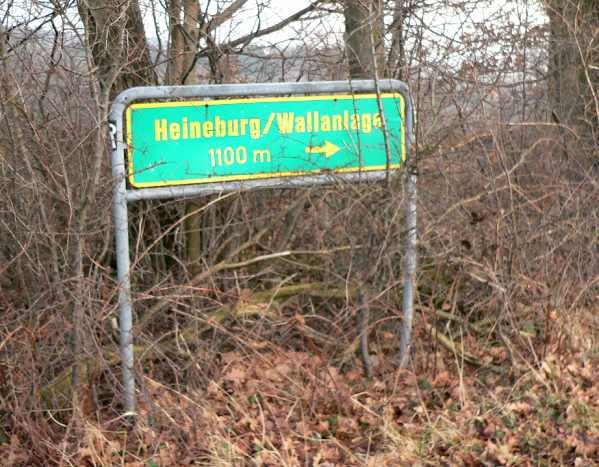
Hinweisschild
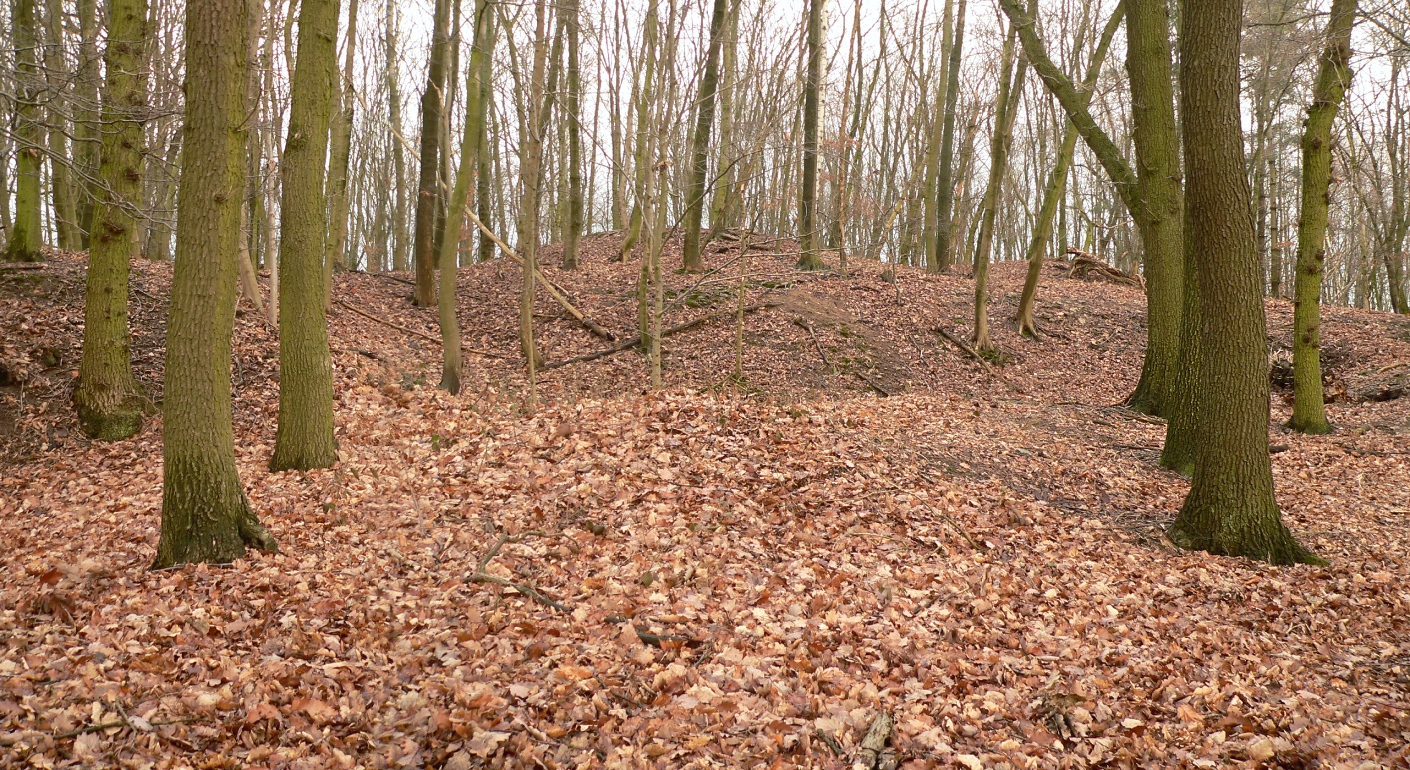
Wall der Befestigungsanlage